# Nicolaus Delsor

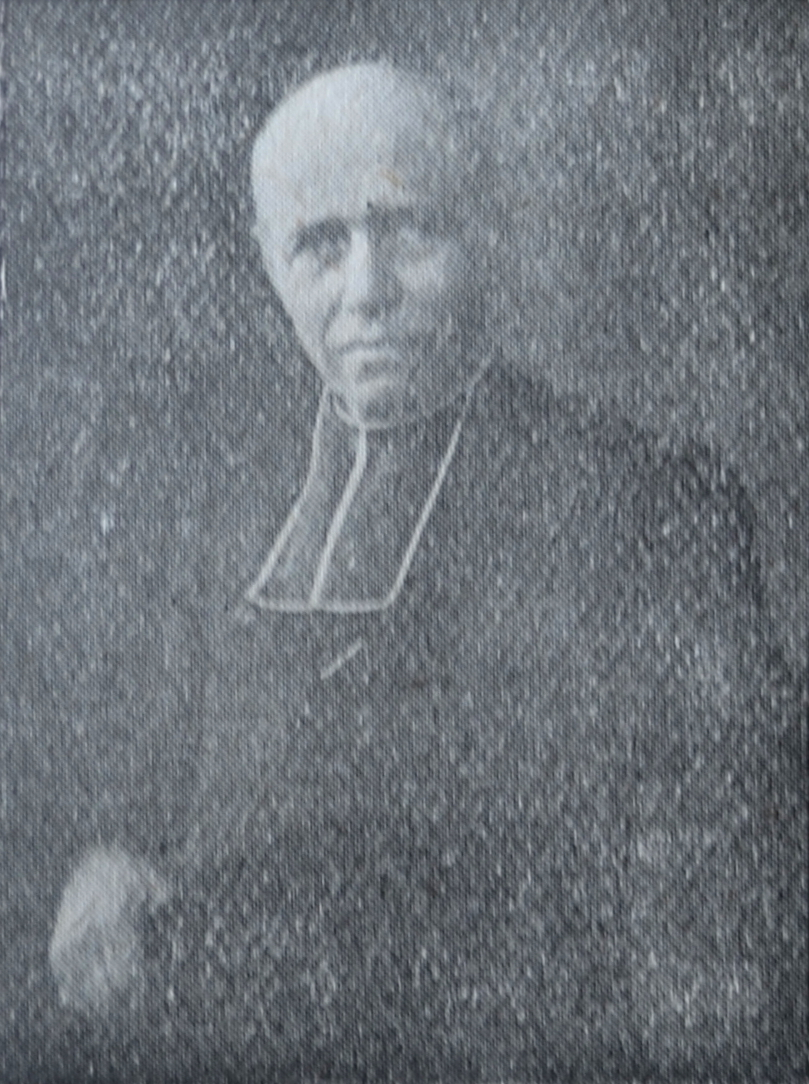
Nicolaus Delsor, 1911

Nicolaus Delsor, französisch: Nicolas Delsor, (* 5. Oktober 1847 in Straßburg; † 20. Dezember 1927 ebenda) war katholischer Geistlicher, französischer Senator und Mitglied des Deutschen Reichstags für die Elsaß-Lothringische Zentrumspartei.

## Leben
Delsor besuchte die höhere Bürgerschule der Marienbrüder von 1854 bis 1858, das Bischöfliche Gymnasium in Straßburg von 1858 bis 1865 und das Priesterseminar in Straßburg 1865 bis 1869. Danach war er Professor am Bischöflichen Gymnasium in Straßburg von 1869 bis 1874, Hauslehrer von 1874 bis 1877 und Kaplan in Colmar von 1877 bis 1879. Anschließend war er Pfarrer in Wahlenheim von 1879 bis 1888, in Nordheim von 1888 bis 1901 und in Marlenheim von 1901 bis 1919. Er war Gründer und Chefredakteur der Revue catholique d´Alsace: Nouvelle série. Außerdem war er Gründer der Zeitschrift „Der Elsässische Volksbote“ (Straßburg).
Von 1898 bis 1918 war er Mitglied des Deutschen Reichstags für den Wahlkreis Reichsland Elsaß-Lothringen 7 (Molsheim, Erstein). Weiter war er Mitglied der II. Kammer des elsaß-lothringischen Landtages seit der Landtagswahl 1911 bis 1918, gewählt für den Wahlkreis Molsheim-Wasselnheim.
Zwischen 1920 und 1927 war er auch Mitglied des französischen Senats. Er war Ritter der französischen Ehrenlegion.
Delsors Grabstätte befindet sich auf dem Cimetière Saint-Gall in Strasbourg-Koenigshoffen (Sektion 4A-9-4).